# Vimercate
Vimercate (lombardisch: Vimercàa) ist eine Stadt in der Lombardei (Italien) mit 25.925 Einwohnern (Stand 31. Dezember 2023). Sie liegt in der nördlichen Poebene. Seit 2004 gehört sie zur neuen Provinz Monza und Brianza, die noch bis 2009 von der Provinz Mailand verwaltet wurde.

## Geografie
Der Ort liegt am Nordrand der Poebene, wo das Hügelland der Brianza beginnt, 28 km nordöstlich von Mailand und 9 km von Monza entfernt. Nach Bergamo im Osten sind es 35 km, nach Lecco im Norden 31 km. Durch den östlichen Teil der Stadt fließt von Norden nach Süden das Flüsschen Molgora (Betonung Mòlgora). Der Molgora ist ein Nebenfluss der Muzza, die ihrerseits in die Adda mündet. Die Fläche der Stadt beträgt 20,73 km².

## Geschichte
Vimercate wurde von den Römern am Ufer des Molgora gegründet, und auf seine Funktion deutet schon der Name hin: die alte Namensform „Vilmercato“ lässt den Namensursprung „Villa Mercatus“ (Marktstadt) annehmen, aber auch das gleichbedeutende „Vicus Mercatus“ (Marktdorf) ist denkbar. In der Stadt findet man viele spätantike und mittelalterliche Bauwerke, darunter eine noch immer (für Fußgänger) funktionierende römische Brücke, die älteste in Norditalien.

## Bedeutende Bauten

### Historische Baudenkmäler
- Ponte di San Rocco, die römische Brücke über den Molgora.
- Kollegienkirche Santo Stefano, mit den ältesten Teilen aus dem 7., im Wesentlichen aus dem 13. Jahrhundert.
- Santuario della Beata Vergine del Rosario (das Heiligtum der seligen Jungfrau vom Rosenkranz), als Pfarrkirche genutzt, weil die Collegiata (Kollegienkirche) nur zu außergewöhnlichen Anlässen geöffnet wird. Die Marienkirche, deren Ursprung auf das Jahr 1000 zurückgeht, wurde gänzlich neu errichtet von 1628 bis 1688, ein neuer Campanile wurde 1700 fertiggestellt.
- Palazzo Trotti, eine typische „villa di delizia“, eine Sommervilla des lombardischen Adels. Der Palazzo war im 16. Jahrhundert die Residenz der Grafen Borella, wurde dann Besitz der Familie Trotti und fungiert heute als Rathaus. Die Fassade des 19. Jahrhunderts lässt den Reichtum an barocken Fresken im Inneren nicht vermuten. Drei Säle im Erdgeschoss (Herkulessaal, Cleopatrasaal, Semiramissaal) und ein Saal im ersten Stock (Minervasaal) wurden im frühen Settecento von einem Anonymus freskiert, die Malerei im Bacchussaal wird Carlo Donelli, genannt Vimercati (1661–1715), zugeschrieben. Die bedeutenderen Fresken entstanden in der zweiten Hälfte des Settecento und verdanken sich dem italienisch-schweizerischen Barockmaler Giuseppe Antonio Felice Orelli.
- Im Ortskern von Oreno, ursprünglich ein eigenständiges Dorf, jetzt Fraktion von Vimercate, haben sich viele Züge des historischen Stadtbilds erhalten: ein Kloster aus dem 11. Jahrhundert, die Kirche San Michele und die Villen der Familien Gallarati Scotti und Borromeo.

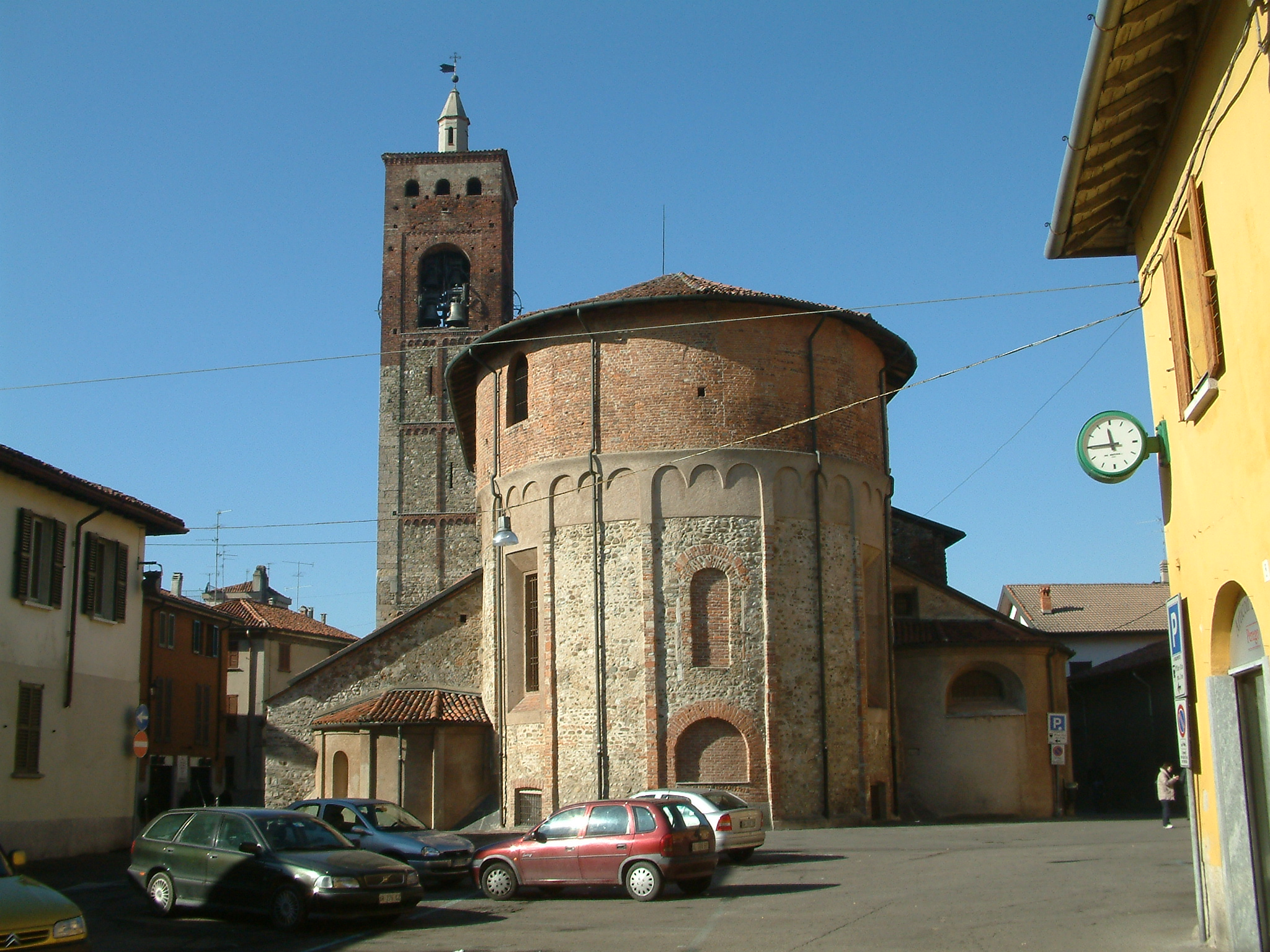
Santo Stefano, Vimercate
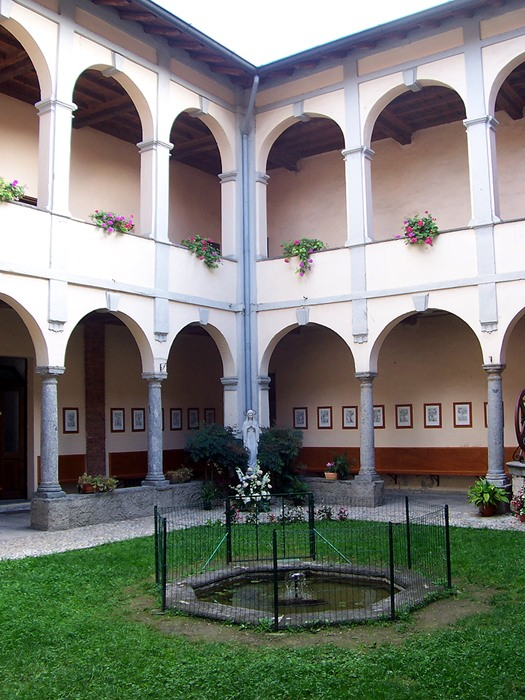
San Francesco, Oreno
San Michele, Oreno
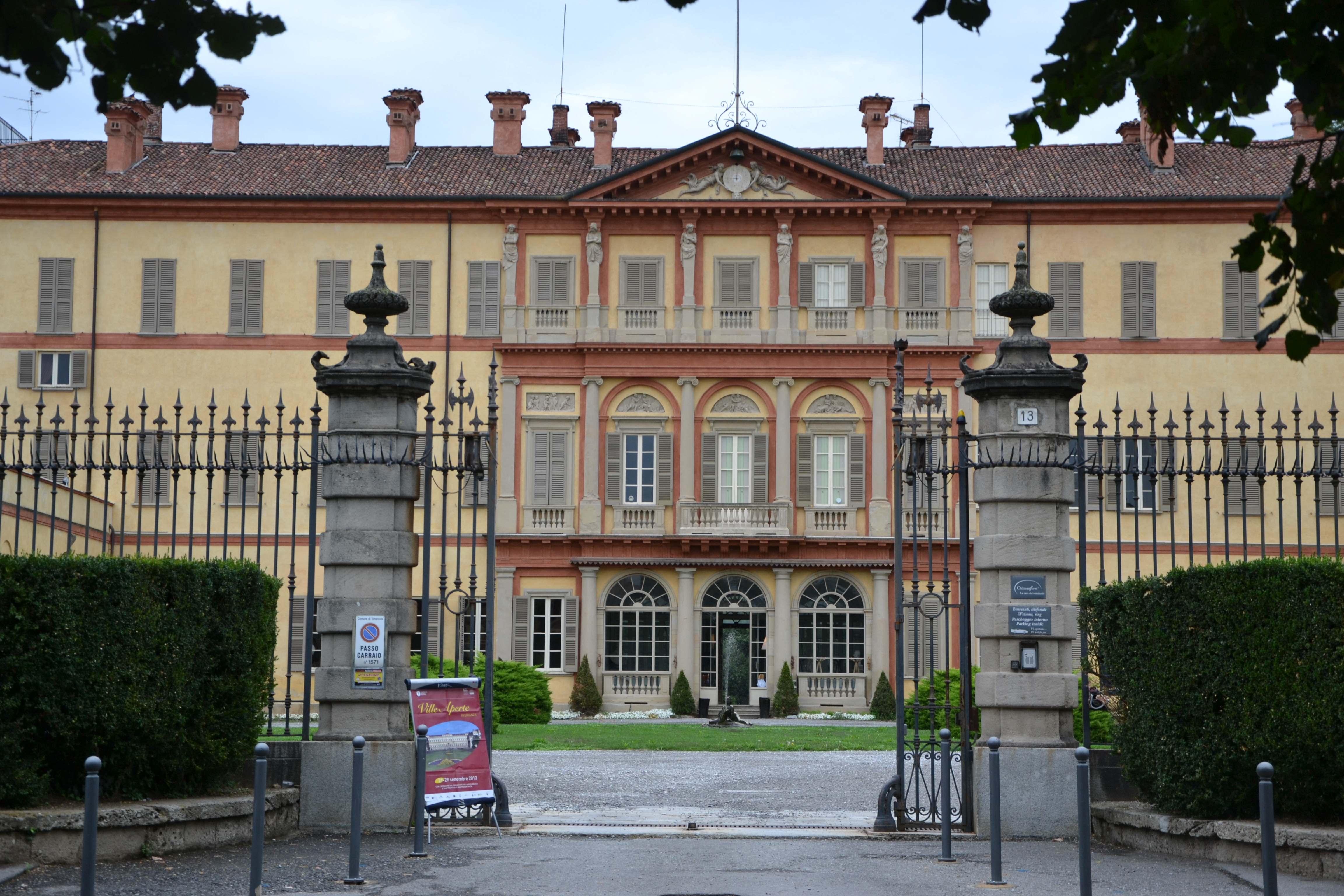
Villa Gallarati Scotti, Oreno
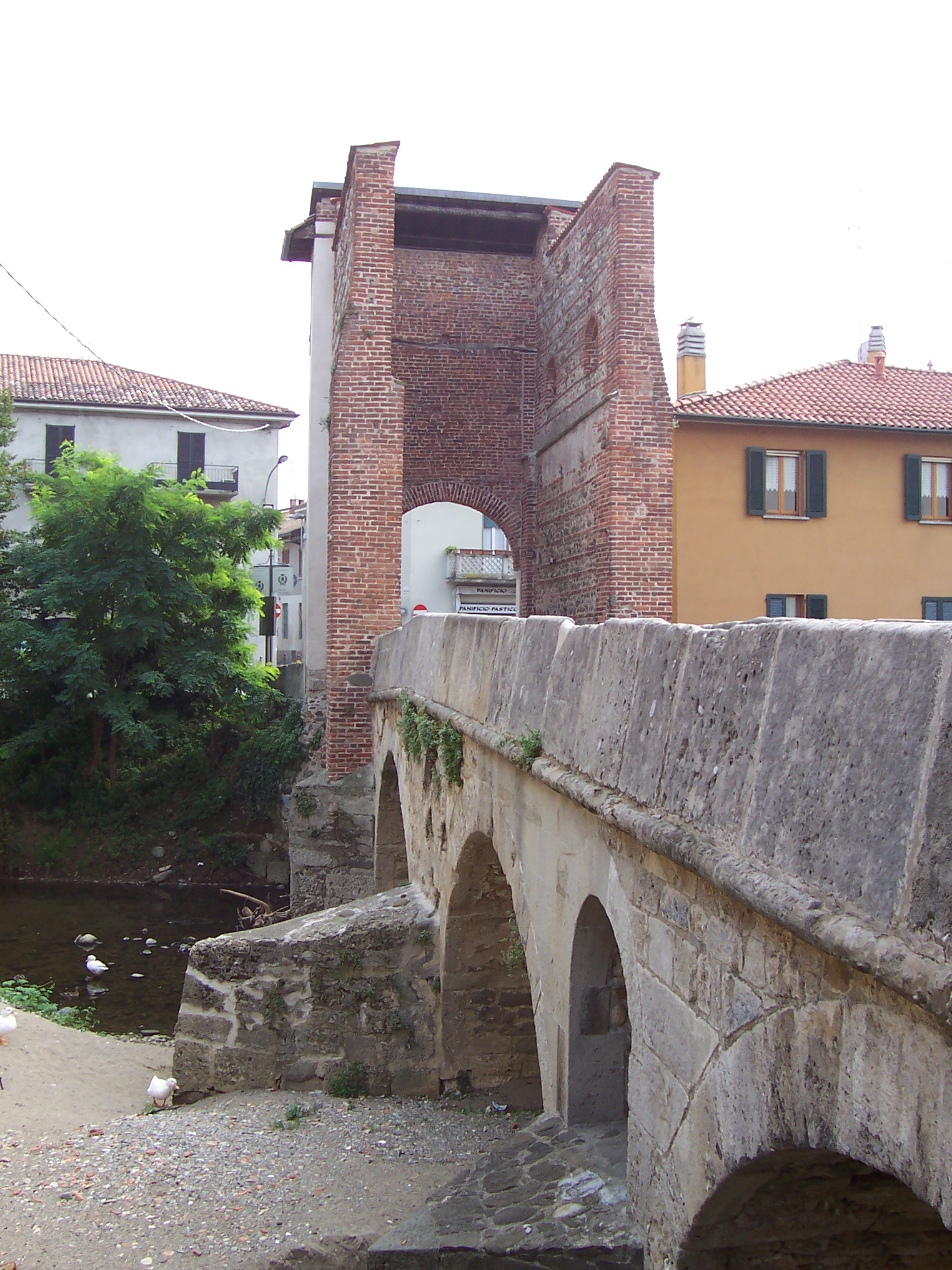
Ponte di San Rocco

### Moderne Bauwerke
- Torri Bianche, zwei weiße Bürotürme im Süden der Stadt mit 25 Stockwerken, 87 Meter hoch. Der Komplex beherbergt ein 16-Saal-Kino, eine Einkaufsgalerie und viele Geschäfte.
- der neue, von Mario Botta 1998 entworfene Busbahnhof (Autostazione).
- Ospedale di Vimercate, das neue Krankenhaus mit 500 Betten, 2006–2009 erbaut nach dem Entwurf von Mario Botta. Es ist mit einem riegelartigen Haupttrakt, von dem aus sich vier Flügel mit halbkreisförmigen Grundrissen entfalten, gedacht als „Blume“ mit Blütenblättern. Nach Blumen sind denn auch die Gebäudeteile benannt.

### Schulen
- Im Osten der Stadt erhebt sich das Centro Scolastico Omnicomprensivo mit einem Gymnasium.
- Naturwissenschaftlich ausgerichtet ist das Liceo Antonio Banfi.

## Persönlichkeiten
- Antonio Banfi (1886–1957), Philosoph und Marxist
- Ernesto Bernareggi (1917–1984), Numismatiker
- Enrico Assi (1919–1992), Bischof von Cremona
- José Pedro Pozzi SDB (1925–2017), Ordensgeistlicher, Bischof von Alto Valle del Río Negro in Argentinien
- Roberta D’Adda (* 1981), Fußballspielerin
- Michela Cambiaghi (* 1996), Fußballspielerin
- Laura Pellicoro (* 2000), Mittelstreckenläuferin
- Lorenzo Colombo (* 2002), Fußballspieler